# ジャン＝リクネル・ベルガルド
ジャン＝リクネル・ベルガルド（Jean-Ricner Bellegarde, 1998年6月27日 - ）は、フランス・イル＝ド＝フランス地域圏オー＝ド＝セーヌ県コロンブ出身のプロサッカー選手。プレミアリーグ・ウルヴァーハンプトン・ワンダラーズFC所属。ポジションはミッドフィールダー。

## 経歴

### ランス
2015年にRCランスのリザーブチームでプロデビュー。
2016年よりトップチームに昇格し、55試合に出場して5得点を記録した。

### ストラスブール
2019年にRCストラスブールへ完全移籍した。

### ウルヴァーハンプトン・ワンダラーズ
2023年9月1日にプレミアリーグのウルヴァーハンプトン・ワンダラーズFCへ完全移籍し、5年契約を結んだ。移籍金は1,280万ポンド。同月23日のルートン・タウンFC戦で移籍後初出場したが、前半39分に交錯したトム・ロッキャーの足をスパイクで踏み付け、レッドカードで退場となった 。11月4日のシェフィールド・ユナイテッドFC戦で移籍後初得点を記録した。

## 代表歴
フランス、ハイチの代表資格を持つ。
2017年から2019年まで、世代別のフランス代表に選出された。
2019年5月、CONCACAFゴールドカップに出場するハイチ代表の暫定メンバーに選出されたが、最終選考で落選した。